# Retournac
Retournac é uma comuna francesa na região administrativa de Auvérnia-Ródano-Alpes, no departamento de Alto Loire. Estende-se por uma área de 45,4 km². Em 2010 a comuna tinha 3 017 habitantes (densidade: 66,5 hab./km²).